# ウエスト・ハムステッド駅 (ロンドン・オーバーグラウンド)
ウエスト・ハムステッド駅（英語: West Hampstead railway station）はロンドン カムデン区、ロンドン・オーバーグラウンド ノース・ロンドン線のブロンズベリー駅とフィンチリー・ロード&フログナル駅の間にある駅である。トラベルカード・ゾーン2に属する。当駅と、当駅を通る全列車は ロンドン・オーバーグラウンドによって運営されている。

## 歴史
ウエスト・ハムステッド駅は1888年に開業し、1975年に改称されるまでウエスト・エンド・レーン駅を名乗っていた。イギリス国鉄 に吸収されるまでノース・ロンドン鉄道によって運営され、のちにネットワーク・サウスイーストに組み込まれた。
イギリス国鉄の民営化によってウエスト・ハムステッド駅は1997年から2007年までシルバーリンクによって運営され、2007年以降はロンドン交通局 が運営するロンドン・オーバーグラウンドの一部となっている。
アングリア鉄道が運転するノリッチ  - ベイシンストーク間の列車も一時期ウエスト・ハムステッド駅に停車した。この列車はロンドン・クロスリンクと呼ばれたが、ノース・ロンドン線の列車輻輳と、収益目標を満足できなかったことを理由に2002年秋に廃止されている。
2007年にロンドン・オーバーグラウンドに移管される際、駅の改築が行われた。駅務室は自動改札機と自動券売機を備えるようレイアウトが変更され、列車運行時間中はロンドン・オーバーグラウンドの他の駅と同様駅員が配置されるようになった。

## 事故
- 1937年2月23日、急行貨物列車が当駅付近で脱線した[4]。

## 乗換
ウエスト・ハムステッドを名乗る3つの駅（ロンドン・オーバーグラウンドの駅、ロンドン地下鉄の駅、テムズリンクの駅）の間で乗り換えた場合は改札外乗換割引の対象となる。
3つのウエスト・ハムステッド駅を一体化し、付近を通過する二つの路線にも駅を新設するウエスト・ハムステッド分岐点計画が提案されている。

## 開発計画
現在ウエスト・ハムステッドを名乗る3つの駅はやや離れた位置にあり、乗換にはウエスト・エンド・レーンと呼ばれる通行量の多い公道上を移動する必要がある。2004年にチルターン・レイルウェイズが発表したウエスト・ハムステッド分岐点計画では、3つの駅を地下道でつなぐことが提案されている。チルターン本線とメトロポリタン線に駅を新設し、テムズリンクとロンドン・オーバーグラウンドの駅をウエスト・エンド・レーンの東側に移転するとされている。
この再開発計画には、既存の駅施設の解体と、ウエスト・エンド・レーンの3車線化が含まれると予想される。この計画は、ノース・ロンドン線の運営権の方向性が不透明なため、2007年に凍結された。テムズリンクの駅の改築案に変わって、ネットワーク・レールなどはアイヴァーソン・ロードにエレベーター付の歩道橋を設置し、新駅にアクセスする案を提案している。
2008年初頭に英国交通改善審議会は、貨物線として利用されているダッジング・ヒル線と線路を共用し、ミッドランド鉄道の貨物線の少なくとも2線を活用してウエスト・ハムステッド近郊を通るノース・アンド・ウエスト・ロンドン・ライト・レイルウエイの計画を発表した。

## バス路線
ロンドンバス 139系統、328系統、C11系統が当駅を経由する。

## 運行
ウエスト・ハムステッド駅には378形電車によるノース・ロンドン線の列車が下記のように運転されている。
日中:
- ストラトフォード行き:毎時6本
- リッチモンド（英語版）行き:毎時4本
- クラパム・ジャンクション行き:毎時2本